# Mesochorus abraxator
Mesochorus abraxator là một loài tò vò trong họ Ichneumonidae.